# Pirosmani
 (novembre 2023).
Pour les articles homonymes, voir Niko Pirosmani.
Pour plus de détails, voir Fiche technique et Distribution.
Pirosmani (en géorgien : ფიროსმანი, en russe : Пиросмани) est un film soviétique, réalisé en 1969[réf. nécessaire] par Gueorgui Chenguelaia et sorti en 1969 en Union soviétique et en 1971 en France[réf. nécessaire].

## Synopsis
Fin du XIXe siècle. Après avoir distribué ses maigres biens aux miséreux, le peintre naïf géorgien Niko Pirosmanichvili (1862-1918) erre dans les rues de Tbilissi (Tiflis), troquant son talent pour le prix d'un repas. Ses tableaux sont remarqués par deux artistes de passage qui organisent une exposition de ses œuvres. Mais la critique officielle les boude ou les raille. Seuls de très rares connaisseurs auront détecté son génie. Pirosmani meurt dans le dénuement et fort incompris.

## Fiche technique
- Titre du film : Pirosmani
- Titre original : ფიროსმანი
- Titre russe : Пиросмани
- Réalisation : Gueorgui Chenguelaia
- Scénario : Erlom Akhvlediani, Gueorgui Chenguelaia
- Photographie : Konstantin Apriatin - Sovcolor
- Décors : Avtandil Varazi, Vasili Arabidzé
- Musique : Vakhtang Kukhianidzé
- Production : Kartuli Pilmi
- Genre : Drame, biographie
- Durée : 85 minutes
- Pays d'origine :  Géorgie,  Union soviétique
- Dates de sortie :
  -  Union soviétique : 1969
  -  France : 1971

## Distribution
- Avtandil Varazi (ru) : Pirosmani
- Dodo Abachidze : Chavua
- Zurab Kapianidze : Uchangi
- Teimuraz Beridze
- Boris Cipuria
- Chota Dauchvili

## Commentaire
« Plus poétique que strictement biographique, cette évocation essaie de créer une constante circulation d'images entre la réalité - la vie quotidienne à Tiflis à la fin du XIXe siècle - et la vision intérieure (...) du peintre Niko Pirosmani, qui baigne dans cette réalité sans vouloir prendre aucune distance vis-à-vis d'elle. ». Gueorgui Chenguelaia s'interdit, en fait, d'élaborer un scénario romanesque de forme linéaire traitant de la vie et de l'œuvre de l'artiste géorgien.
Il a plutôt tenté, avec succès, d'en recréer l'esprit et l'atmosphère. « Chaque séquence de son film est une manière de tableau, de cellule narrative dont les intentions sont si claires et si précises que nous songeons à de courtes fables qui nous entretiendraient tour à tour des rapports de l'artiste à la société de son temps, de ses aspirations toujours déçues, de ses faiblesses, de ses certitudes orgueilleuses. ». 
Gueorgui Chenguelaia applique, en outre, le style naïf à l'écran : « séquences très descriptives, perspective écrasée, emploi des couleurs, richesse de l'évocation sous un apparent simplisme. L'univers du film et l'univers pictural de l'artiste se superposent. »
Jacques Lourcelles rend hommage à la « rare délicatesse » d'un film « où s'exalte la recherche d'une liberté créatrice, (...), les conditions et les exigences de cette liberté, qui le vouent à la fuite, à l'errance, à la marginalisation, parce qu'il déteste "porter le carcan", fût-il celui de l'admiration de la bonne société, de l'ordre et de l'art établis... ».

## Prix et récompenses
- 1973 : Sutherland Trophy aux British Film Institute Awards
- 1974 : Gold Hugo au Festival international du film de Chicago